# Purlovia
Purlovia è un genere estinto di terapside terocefalo vissuto nel Permiano superiore, in Russia. Insieme al genere sudafricano Nanictidops, è membro della famiglia dei Nanictidopidae. I fossili di questo animale sono stati ritrovati a Tonšaevskij raion, in Nizhny Novgorod Oblast, Russia. L'unica specie ascritta a questo genere è P. maxima, descritta nel 2011.
In confronto agli altri terocefali, Purlovia aveva un cranio molto largo, per via dell'osso temporale piuttosto allargato. Visto dall'alto, il cranio aveva un andamento vagamente triangolare. Il cranio era lungo circa 20 centimetri (7,9 in), di cui una metà si trovava dietro le orbite. La dentizione di Purlovia comprendeva grandi canini e tanti piccoli denti vestibolari, o molari, lungo le spesse mascelle superiore e inferiore. La mascella inferiore era particolarmente  robusta e ricurva verso l'alto, con la regione della sinfisi ben sviluppata. Nonostante i lunghi canini, gli scienziati sono propensi a credere che la Purlovia fosse erbivora, e che i canini fossero usati solo per difesa o nei combattimenti intraspecifici.